# Гроскмелен
Гроскмелен (њем. Großkmehlen) општина је у њемачкој савезној држави Бранденбург. Једно је од 25 општинских средишта округа Обершпревалд-Лаузиц. Према процјени из 2010. у општини је живјело 1.237 становника. Посједује регионалну шифру (AGS) 12066104.

## Географски и демографски подаци
Гроскмелен се налази у савезној држави Бранденбург у округу Обершпревалд-Лаузиц. Општина се налази на надморској висини од 108 метара. Површина општине износи 13,8 km². У самом мјесту је, према процјени из 2010. године, живјело 1.237 становника. Просјечна густина становништва износи 90 становника/km².